# Nowe Miasto (Zielona Góra)
Nowe Miasto ist ein Stadtbezirk der kreisfreien Stadt Zielona Góra (Grünberg in Schlesien) in der Woiwodschaft Lebus. Er wurde am 2. Januar 2015 aus den eingemeindeten Orte der ehemaligen Landgemeinde gebildet, die am 1. Januar 2015 eingemeindet wurden. Die ersten Wahlen für den Rat des Stadtbezirks fanden am 15. März 2015 statt.

## Gliederung des Stadtbezirks
Der Stadtbezirk ist in 17 Schulzenämter eingeteilt. 
- Barcikowice (Groß Hänchen)
- Drzonków (Drentkau)
- Jany (Janny)
- Jarogniewice (Hartmannsdorf)
- Jeleniów (Droseheydau)
- Kiełpin (Külpenau)
- Krępa (Krampe)
- Łężyca (Lansitz)
- Ługowo (Wilhelminenthal)
- Nowy Kisielin (Deutsch Kessel)
- Ochla (Ochelhermsdorf)
- Przylep (Schertendorf)
- Racula (Lawaldau)
- Stary Kisielin (Polnisch Kessel; 1937–1945 Altkessel)
- Sucha (Zauche)
- Zatonie (Günthersdorf)
- Zawada (Sawade; 1936–1945 Eichwaldau)

Weitere Orte ohne den Status eines Schulzenamts sind: Barcikowiczki, Krępa Mała, Marzęcin, Przydroże und Stożne (Stoschenhof).